# ケリー・ポート
ケリー・ポート（Kelly Port, 1967年5月26日 - ）は、アメリカ合衆国の視覚効果アーティストである。『アベンジャーズ/インフィニティ・ウォー』（2018年）と『スパイダーマン:ノー・ウェイ・ホーム』（2021年）でアカデミー賞視覚効果賞に2度ノミネートされた。

## キャリア
カリフォルニア大学ロサンゼルス校を文学士号を得て卒業し、その後は映画、テレビ、コマーシャルのポストプロダクションに従事する。1995年よりデジタル・ドメインで特殊効果の仕事を始める。初めて手がけたのは『アポロ13』と『ストレンジ・デイズ/1999年12月31日』であり、以後も『タイタニック』、『ロード・オブ・ザ・リング』、『ネメシス/S.T.X』などに参加した。
2008年に映画芸術科学アカデミーの会員となった。
『アベンジャーズ/インフィニティ・ウォー』（2018年）と『スパイダーマン:ノー・ウェイ・ホーム』（2021年）によりアカデミー賞視覚効果賞に2度ノミネートされた。

## 主なフィルモグラフィ
- アポロ13 Apollo 13 (1995)
- ストレンジ・デイズ/1999年12月31日 Strange Days (1995)
- タイタニック Titanic (1997)
- グリンチ How the Grinch Stole Christmas (2000)
- レッドプラネット Red Planet (2000)
- ロード・オブ・ザ・リング The Lord of the Rings: The Fellowship of the Ring (2001)
- ネメシス/S.T.X Star Trek: Nemesis (2002)
- ワンス・アンド・フォーエバー We Were Soldiers (2002)
- ウォルター少年と、夏の休日 Secondhand Lions (2003)
- ミニミニ大作戦 The Italian Job (2003)
- ミッシング The Missing (2003)
- キング・コング King Kong (2005)
- ステルス Stealth (2005)
- マリア The Nativity Story (2006)
- テキサス・チェーンソー ビギニング Texas Chainsaw Massacre: The Beginning (2006)
- アンダーカヴァー We Own the Night (2007)
- ヒッチャー The Hitcher (2007)
- 光の六つのしるし The Seeker: The Dark Is Rising (2007)
- ハムナプトラ3 呪われた皇帝の秘宝 The Mummy: Tomb of the Dragon Emperor (2008)
- グラン・トリノ Gran Torino (2008)
- スター・トレック Star Trek (2009)
- トランスフォーマー/リベンジ Transformers: Revenge of the Fallen (2009)
- 特攻野郎Aチーム THE MOVIE The A-Team (2010)
- パーシー・ジャクソンとオリンポスの神々 Percy Jackson & the Olympians: The Lightning Thief (2010)
- マイティ・ソー Thor (2011)
- エイリアン バスターズ The Watch (2012)
- マレフィセント Maleficent (2014)
- ニュートン・ナイト 自由の旗をかかげた男 Free State of Jones (2016)
- 美女と野獣 Beauty and the Beast (2017)
- アベンジャーズ/インフィニティ・ウォー Avengers: Infinity War (2018)
- アベンジャーズ/エンドゲーム Avengers: Endgame (2019)
- スパイダーマン:ノー・ウェイ・ホーム Spider-Man: No Way Home (2021)

## 受賞とノミネート
| 賞               | 年   | 部門           | 作品名                                | 結果       |
| ---------------- | ---- | -------------- | ------------------------------------- | ---------- |
| アカデミー賞     | 2018 | 視覚効果賞     | アベンジャーズ/インフィニティ・ウォー | ノミネート |
| アカデミー賞     | 2021 | 視覚効果賞     | スパイダーマン:ノー・ウェイ・ホーム   | ノミネート |
| 英国アカデミー賞 | 2018 | 特殊視覚効果賞 | アベンジャーズ/インフィニティ・ウォー | ノミネート |